# مدرسه ملی باقریه قم

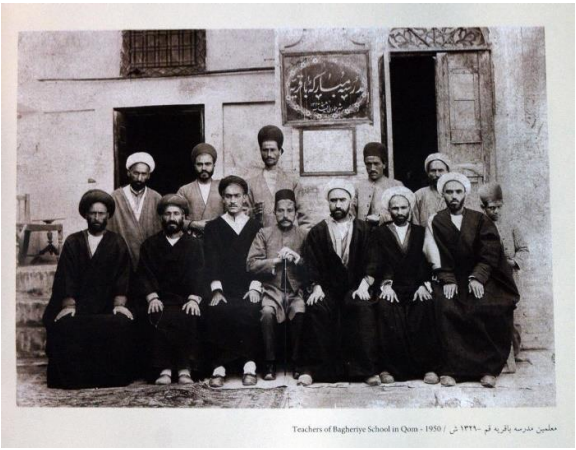
معلمان مدرسه باقریه قم، سال ۱۳۲۹ خورشیدی

مدرسه ملی یا مبارکه باقریه قم مدرسه‌ای بود که در سال ۱۲۸۷ در شهر قم و در محل عمارت سابق فتحعلی شاهی و محل فعلی مسجد اعظم قم تأسیس شد. پیشنهاد تأسیس مدرسه با محمد حسن استاد از علمای قم و از مشاوران محمد باقر متولی باشی، تولیت وقت آستان  معصومه در قم بود. نام مدرسه نیز به نام او نامیده شده است. گفته شده است که بعد از انقلاب مشروطه محمدباقر متولی باشی توسط مشروطه خواهان به روستای لواسان تبعید شد و محمد حسن استاد به متولی باشی پیشنهاد کرد که:
شما بیایید با آرمان مشروطه خواهان که همانا ترویج فرهنگ عمومی است همراهی کنید تا ما بتوانیم وسایل آژادی شما را فراهم کنیم. 
این مدرسه ابتدا با اجاره منزل محمدرضا بیگی در کوچه پشت باره پشت مزار ابن باویه و در مرحله بعد در ساختمان عمارت مجلل شاهی افتتاح شد.
مدرسه تازه تأسیس با مشکلاتی همراه بود. به غیر از کمبود وسایل آموزشی سنت گرایان و مکتب داران با شایعه سازی مزاحم معلمان و دانش آموزان مدرسه می‌شدند. آنها سعی می‌کردند والدین را از مفاد آموزشی جدید بترسانند حتی میز و نیمکت و زنگ مدرسه را به عنوان ناقوس کلیسا و مظاهر بی‌دینی معرفی می‌کردند
با این وجود مدرسه با کمکهای معنوی و مالی تولیتهای آستانه محمدباقر متولی باشی و ابوالفضل مصباح (تولیت) به مدت پنجاه سال تداوم حیات داد و دانش آموزان زیادی چون سید مصطفی خمینی، محمد علی گرامی، محقق داماد، هاشم رسولی محلاتی، محمود شریعت یکی از بنیان‌گذاران علم بهداشت محیط زیست در ایران و بسیاری دیگر از رجال سیاسی و علمی را تحویل جامعه داد. سید موسی صدر، نیز دوره ابتدایی خود را در این مدرسه گذراند.
در سال ۱۳۳۳ خورشیدی  بروجردی تصمیم گرفت در کنار حرم معصومه مسجد باشکوهی را به جهت برگزاری مراسمات مذهبی و تدریس علوم دینی احداث کند ولذا به همین منظور در ابتدا با موافقت وراث محمد حجت نجفی تبریزی زمین خریداری شده از آقای رضا تاجر قمی معروف به آهنجی به بروجردی واگذار گردید و در مرحله بعد با موافقت آستان مقدس ساختمان‌های فرسوده ضلع غربی حرم مطهر به نام خانه‌های محمد علی شاهی و عمارت فتحعلی شاهی را تخریب و برای ساخت مسجد اعظم فعلی قم تحویل دست‌اندرکاران ساخت شد.